# فيرا
فيرا ([fiːraː]) كان قطار فائق السرعة دولي بين هولندا وبلجيكا باستخدام قطار AnsaldoBreda V250. خدمة استخدمت هسل-زويد وهسل 4 خطوط السكك الحديدية لربط أمستردام، مطار سخيبول أمستردام، روتردام، أنتويرب وإقليم بروكسل العاصمة. الصعوبات التقنية المستمرة علقت الخدمة، وفي نهاية المطاف أوقف بشكل دائم بسبب مخاوف الموثوقية والسلامة.
وكان المشروع رفيعة تعاون بين NS الدولية (مشروع مشترك بين NS والخطوط الجوية الملكية الهولندية) و NMBS / SNCB .
وقد وصفت والخدمة المنزلية الهولندية أيضا باستخدام HSL-زويد تحت نفس الاسم. على الرغم من استخدام المسارات بنيت لسرعة عالية تدرب الخدمة بين أمستردام وبريدا يستخدم القطارات التقليدية التي تحركها TRAXX قاطرة. تم تغيير اسمها إلى سياحية مباشرة لتجنب الخلط بينها وبين الخدمات الدولية الفاشلة.
اسم "Fyra" يمثل الفخر، ومشتق من الكلمة الهولندية  فيير  والكلمة الفرنسية  فييري ، على حد سواء وهذا يعني فخور. Fyra هو أيضا كلمة السويدية للأربعة، ويقال لتمثيل أربع مدن الهامة التي كان القصد من القطارات الجديدة لخدمة - أمستردام وروتردام، أنتويرب وبروكسل <اسم المرجع = TR> "الباتروس لFyra لالبنلوكس خدمة عالية السرعة". هذه الأيام السكك الحديدية أوروبا. سبتمبر 2009. ص. 6.. </ المرجع>

## التشغيل
خدمات NS الدولية تبدأ في المحطة المركزية في أمستردام محطة. وتشمل قطارين في ساعة لروتردام، قطارين في ساعة لبريدا وقطار واحد كل ساعة أو ساعتين إلى أنتويرب وإقليم بروكسل العاصمة. جميع القطارات تتوقف عند حد سواء مطار سخيبول أمستردام وروتردام. وسيتم تشغيل خدمات خارج هولندا بالتعاون مع NMBS / SNCB، عامل السكك الحديدية الوطنية في بلجيكا.